# Reymeurterloop
De Reymeurterloop of -beek is een beek in de Belgische provincie Antwerpen die ontspringt aan de Wandelingstraat te Duffel.
Vervolgens stroom de beek door de Blauwe hoek, even verderop beschrijft ze een grote winkelhaak en scheidt in haar benedenloop de euster van Itterbeek af, om ten slotte in de Itterbeek uit te monden.